# Placówka Straży Celnej „Kozioł”

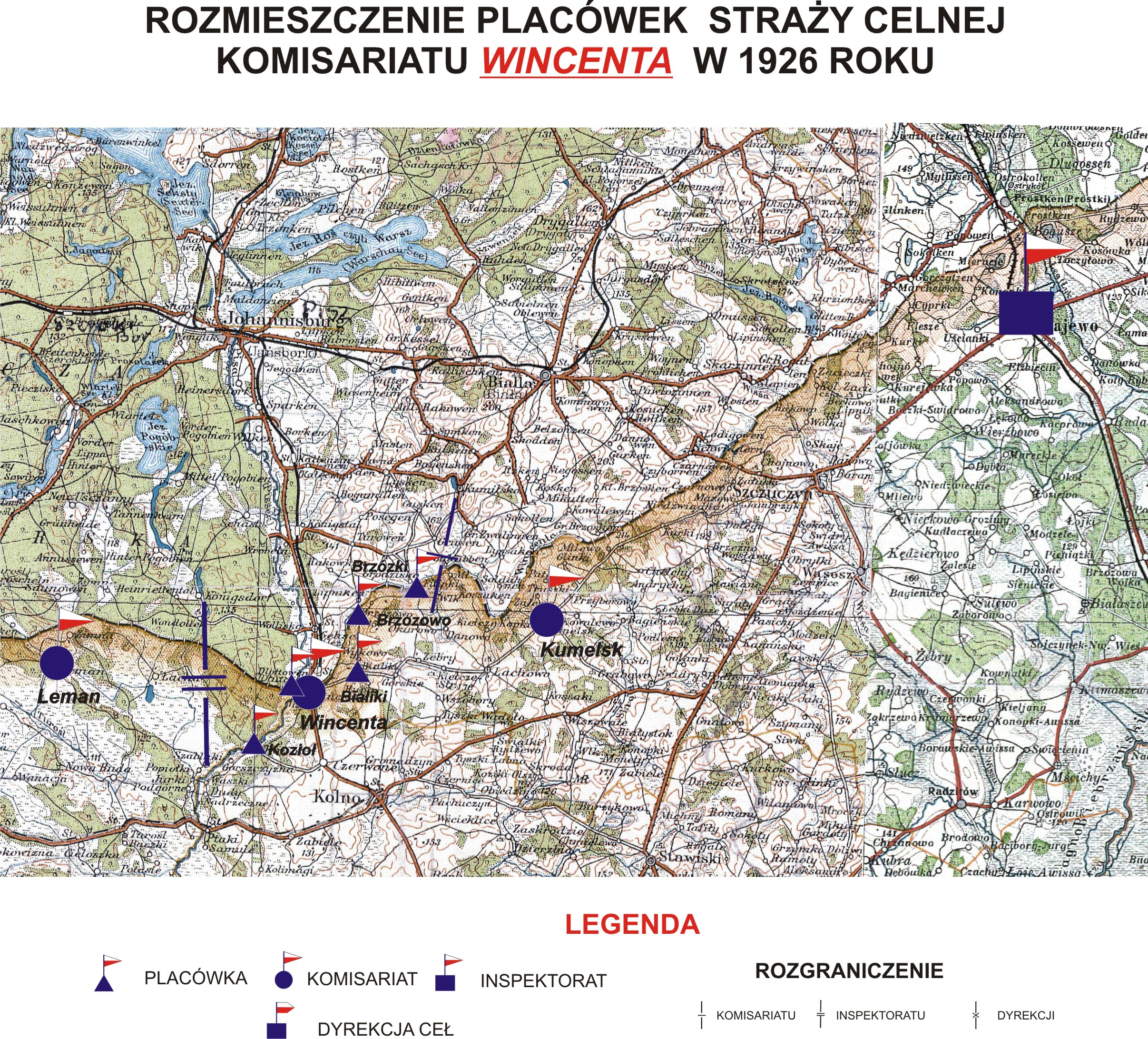
Rozmieszczenie placówek SC komisariatu "Wincenta" w 1926 roku

Placówka Straży Celnej „Kozioł” – jednostka organizacyjna Straży Celnej pełniąca w okresie międzywojennym służbę ochronną na granicy polsko-niemieckiej.

## Formowanie i zmiany organizacyjne
Na wniosek Ministerstwa Skarbu, uchwałą z 10 marca 1920 roku, powołano do życia Straż Celną. Od połowy 1921 roku jednostki Straży Celnej rozpoczęły przejmowanie odcinków granicy od pododdziałów Batalionów Celnych. W 1921 roku w Lemanie stacjonował sztab 1 kompanii 1 batalionu celnego. 1 kompania celna wystawiła między innymi placówkę w Koźle. Proces tworzenia Straży Celnej trwał do końca 1922 roku. Placówka Straży Celnej „Kozioł” weszła w podporządkowanie komisariatu Straży Celnej „Wincenta” z Inspektoratu SC „Grajewo”.
W drugiej połowie 1927 roku przystąpiono do gruntownej reorganizacji Straży Celnej. W praktyce skutkowało to rozwiązaniem tej formacji granicznej. Ochronę północnej, zachodniej i południowej granicy państwa przejęła powołana z dniem 2 kwietnia 1928 roku Straż Graniczna. W strukturach nowo powstałej formacji nie odtworzono placówki „Kozioł”.

## Służba graniczna
Sąsiednie placówki
- placówka Straży Celnej „Wincenta” ⇔ placówka Straży Celnej „Łacha” – 1926[9]

## Funkcjonariusze placówki
Kierownicy placówki
| stopień    | imię i nazwisko, numer | okres pełnienia służby | kolejne stanowisko |
| ---------- | ---------------------- | ---------------------- | ------------------ |
| przodownik | Leonard Żbikowski (66) | był w 1926             |                    |

Obsada personalna placówki w 1926:
- przodownik Leonard Żbikowski (66)
- strażnik Antoni Szczepkowski (104)
- strażnik Marian Szypulski (962)
- strażnik Stanisław Kozłowski (118)
- strażnik Stanisław Popiołek (94)
- Wojciech Zembala